# NGC 3523
NGC 3523 es una galaxia espiral (Sbc) localizada en la dirección de la constelación de Draco. Posee una declinación de +75° 06' 57" y una ascensión recta de 11 horas, 03 minutos y 06,7 segundos.
La galaxia NGC 3523 fue descubierta en 2 de abril de 1801 por William Herschel.